# Things Falling Apart
Things Falling Apart (conosciuto anche come Halo 16) è un album di remix dei Nine Inch Nails pubblicato nel 2000 su CD e doppio vinile.

## Descrizione
Si tratta della sedicesima uscita discografica del gruppo e raccoglie dei remix delle canzoni dell'album The Fragile.
Per i remix di questo album il frontman Trent Reznor si è avvalso della collaborazione di produttori come Adrian Sherwood, Alan Moulder, Dave Ogilvie e del gruppo Telefon Tel Aviv.

## Tracce

### CD
1. "Slipping Away" (remix by Trent Reznor, Alan Moulder) – 6:11
2. "The Great Collapse" (remix by Reznor, Moulder) – 4:42
3. "The Wretched (version)" (remix by Keith Hillebrandt) – 5:52
4. "Starfuckers, Inc. (version)" (remix by Adrian Sherwood) – 5:11
5. "The Frail (version)" (remix by Benelli) – 2:47
6. "Starfuckers, Inc." (version) (remix by Dave Ogilvie) – 6:06
7. "Where Is Everybody?" (version) (remix by Danny Lohner, Telefon Tel Aviv) – 5:07
8. "Metal" – 7:05
9. "10 Miles High (version)" (remix by Hillebrandt) – 5:11
10. "Starfuckers, Inc. (version)" (remix by Charlie Clouser) – 5:09

### Vinile

#### Disco 1
1. "Slipping Away" (remixed by Reznor, Moulder) – 6:11
2. "The Great Collapse" (remixed by Reznor, Moulder) – 4:42
3. "The Wretched (version)" (remixed by Hillebrandt) – 5:52
4. "Starfuckers, Inc. (version)" (remixed by Sherwood) – 5:11

#### Disco 2
1. "The Frail (version)" (remixed by Benelli) – 2:47
2. "Starfuckers, Inc. (version)" (remixed by Ogilvie) – 6:06
3. "10 Miles High (version)" (remixed by Hillebrandt) – 5:11
4. "Metal" – 7:05
5. "Where Is Everybody? (version)" (remixed by Lohner, Telefon Tel Aviv) – 5:07
6. "Starfuckers, Inc. (version)" (remixed by Clouser) – 5:09